# Münchweiler an der Rodalb
Münchweiler an der Rodalb település Németországban, Rajna-vidék-Pfalz tartományban. Lakosainak száma 2836 fő (2023. december 31.).

## Népesség
A település népességének változása:
| Lakosok száma | 2878 | 2848 | 2853 | 2849 | 2866 | 2857 | 2836 |
|               | 1975 | 2014 | 2017 | 2019 | 2021 | 2022 | 2023 |